# Wereldkampioenschap basketbal vrouwen 2006
Het 15e FIBA Wereldkampioenschap basketbal voor vrouwen vond plaats van 12 tot en met 23 september 2006 in Brazilië. Er werd gespeeld in São Paulo en Barueri.

## Deelnemende landen
Zestien landen namen deel. De Verenigde Staten waren titelverdediger en opnieuw favoriet. Tsjechië was de regerende Europese kampioen.
De zestien landen werden voor de eerste ronde onderverdeeld in vier groepen:
| Groep A    | Groep B   | Groep C          | Groep D   |
| ---------- | --------- | ---------------- | --------- |
| Zuid-Korea | Litouwen  | Nigeria          | Frankrijk |
| Argentinië | Australië | China            | Tsjechië  |
| Brazilië   | Canada    | Verenigde Staten | Cuba      |
| Spanje     | Senegal   | Rusland          | Taiwan    |

## Wedstrijdformule
- 1e ronde: Groepswedstrijden in 4 groepen van 4 (3 wedstrijden per ploeg). De eerste drie uit elke groep gaan door naar de tweede ronde.
- 2e ronde: Groepswedstrijden in twee groepen van 6 (Groepen E en F). De eerste drie uit groepen A en B gaan naar groep E; die uit groepen C en D naar groep F. De onderlinge resultaten uit de eerste ronde blijven behouden. In deze ronde spelen de ploegen dus drie bijkomende wedstrijden tegen de drie ploegen uit de andere groep. De eerste vier van elke groep zijn geplaatst voor de kruiselingse kwartfinales (eerste van de groep F tegen de vierde van de groep E enz.).
- Kwartfinales, halve finales en finale en "kleine finale" voor de derde plaats.
- Verder zijn er nog plaatsingswedstrijden voor de uitgeschakelde ploegen

## Eindklassering
| #      | Land             |
| ------ | ---------------- |
| Goud   | Australië        |
| Zilver | Rusland          |
| Brons  | Verenigde Staten |
| 4      | Brazilië         |
| 5      | Frankrijk        |
| 6      | Litouwen         |
| 7      | Tsjechië         |
| 8      | Spanje           |

| #  | Land       |
| -- | ---------- |
| 9  | Argentinië |
| 10 | Canada     |
| 11 | Cuba       |
| 12 | China      |
| 13 | Zuid-Korea |
| 14 | Taiwan     |
| 15 | Senegal    |
| 16 | Nigeria    |

Het was de eerste maal dat "The Opals", het nationale team van Australië, wereldkampioen werd in het vrouwenbasketbal. De Australiërs wonnen al hun wedstrijden. Titelverdediger Verenigde Staten was in de halve finale uitgeschakeld door Rusland. De Australische Lauren Jackson was topscorer van het toernooi met een gemiddelde van 21,3 punten per wedstrijd. Penny Taylor was topscorer in de finale met 28 punten.
Coach van de Russische ploeg: Igor Groedin

Coach van de Australische ploeg: Jan Stirling.

## Wedstrijduitslagen

### 1e ronde
Groep A
| Zuid-Korea | 57-87  | Spanje     |
| Argentinië | 69-71  | Brazilië   |
| Spanje     | 64-77  | Argentinië |
| Brazilië   | 106-86 | Zuid-Korea |
| Zuid-Korea | 64-73  | Argentinië |
| Brazilië   | 66-67  | Spanje     |

Eindstand:
| 1 | Argentinië | 2 gewonnen | Punten voor/tegen: 219/199 (1,100) |
| 2 | Brazilië   | 2 gewonnen | 243/222 (1,095)                    |
| 3 | Spanje     | 2 gewonnen | 218/200 (1,090)                    |
| 4 | Zuid-Korea | 0 gewonnen | 207/266 (0,778)                    |

Groep B
| Senegal   | 64-65   | Canada    |
| Litouwen  | 0-2 (*) | Australië |
| Canada    | 58-84   | Litouwen  |
| Australië | 95-55   | Senegal   |
| Litouwen  | 74-63   | Senegal   |
| Canada    | 65-97   | Australië |

(*) Opmerking: Litouwen verloor de wedstrijd tegen Australië met 0-2 forfaitcijfers, omdat de ploeg niet op tijd in Brazilië was aangekomen. De oorspronkelijke vlucht was afgelast en de ploeg moest via Frans-Guyana naar Brazilië reizen. Maar Brazilië eist dat wie via Frans-Guyana het land binnenkomt een vaccinatie moet hebben, wat voor de ploeg van Litouwen niet het geval was. Door de daaropvolgende complicaties tot er een oplossing werd gevonden kon de ploeg niet op tijd zijn voor haar eerste wedstrijd.
Eindstand:
| 1 | Australië | 3 gewonnen |
| 2 | Litouwen  | 2 gewonnen |
| 3 | Canada    | 1 gewonnen |
| 4 | Senegal   | 0 gewonnen |

Groep C
| Rusland          | 84-50  | Nigeria          |
| Verenigde Staten | 119-72 | China            |
| China            | 66-86  | Rusland          |
| Nigeria          | 46-79  | Verenigde Staten |
| Verenigde Staten | 90-80  | Rusland          |
| Nigeria          | 59-71  | China            |

Eindstand:
| 1 | Verenigde Staten | 3 gewonnen |
| 2 | Rusland          | 2 gewonnen |
| 3 | China            | 1 gewonnen |
| 4 | Nigeria          | 0 gewonnen |

Groep D
| Frankrijk | 62-58  | Tsjechië  |
| Cuba      | 75-70  | Taiwan    |
| Taiwan    | 68-100 | Frankrijk |
| Tsjechië  | 73-51  | Cuba      |
| Taiwan    | 72-93  | Tsjechië  |
| Frankrijk | 73-74  | Cuba      |

Eindstand:
| 1 | Tsjechië  | 2 gewonnen | Punten voor/tegen: 224/185 (1,211) |
| 2 | Frankrijk | 2 gewonnen | 235/204 (1,152)                    |
| 3 | Cuba      | 2 gewonnen | 204/216 (0,944)                    |
| 4 | Taiwan    | 0 gewonnen |                                    |

### 2e ronde
Samenstelling Groepen E en F
Groep E:  Litouwen,  Brazilië,  Canada,  Argentinië,  Australië,  Spanje
Groep F:  Frankrijk,  Rusland,  Tsjechië,  China,  Cuba,  Verenigde Staten
Groep E
| Litouwen   | 67-84 | Brazilië   |
| Canada     | 58-62 | Argentinië |
| Australië  | 72-68 | Spanje     |
| Brazilië   | 73-82 | Australië  |
| Argentinië | 47-62 | Litouwen   |
| Spanje     | 85-57 | Canada     |
| Litouwen   | 55-75 | Spanje     |
| Canada     | 41-82 | Brazilië   |
| Australië  | 83-49 | Argentinië |

Eindstand:
|   | Team       | Gewonnen/verloren | Punten voor/tegen (verhouding) |
| - | ---------- | ----------------- | ------------------------------ |
| 1 | Australië  | 6/0               | 431/310 (1,390)                |
| 2 | Spanje     | 4/2               | 446/384 (1,161)                |
| 3 | Brazilië   | 4/2               | 482/412 (1,170)                |
| 4 | Litouwen   | 3/3               | 342/329 (1,039)                |
| 5 | Argentinië | 3/3               | 377/402 (0,938)                |
| 6 | Canada     | 1/5               | 344/474 (0,726)                |

Groep F
| Frankrijk        | 74-64 | Rusland          |
| Tsjechië         | 79-73 | China            |
| Cuba             | 50-90 | Verenigde Staten |
| Rusland          | 83-85 | Tsjechië         |
| Verenigde Staten | 76-41 | Frankrijk        |
| China            | 73-70 | Cuba             |
| Cuba             | 81-96 | Rusland          |
| Frankrijk        | 64-66 | China            |
| Tsjechië         | 50-63 | Verenigde Staten |

Eindstand:
|   | Team             | Gewonnen/verloren | Punten voor/tegen (verhouding) |
| - | ---------------- | ----------------- | ------------------------------ |
| 1 | Verenigde Staten | 6/0               | 517/339 (1,525)                |
| 2 | Tsjechië         | 4/2               | 438/404 (1,084)                |
| 3 | Rusland          | 3/3               | 493/446 (1,105)                |
| 4 | Frankrijk        | 3/3               | 414/410 (1,010)                |
| 5 | China            | 3/3               | 421/477 (0,883)                |
| 6 | Cuba             | 2/4               | 405/475 (0,853)                |

## Schema
|  | Kwartfinales     | Kwartfinales     |                  |    | Halve finales | Halve finales |    |  | Finale | Finale |
|  |                  |                  |                  |    |               |               |    |  |        |        |
|  | 20 september     |                  |                  |    |               |               |    |  |        |        |
|  |                  |                  |                  |    |               |               |    |  |        |        |
|  | Australië        | 79               |                  |    |               |               |    |  |        |        |
|  | Australië        | 79               | 21 september     |    |               |               |    |  |        |        |
|  | Frankrijk        | 66               |                  |    |               |               |    |  |        |        |
|  | Frankrijk        | 66               | Australië        | 88 |               |               |    |  |        |        |
|  | 20 september     |                  | Australië        | 88 |               |               |    |  |        |        |
|  |                  | Brazilië         | 76               |    |               |               |    |  |        |        |
|  | Brazilië         | Brazilië         | 76               | 75 |               |               |    |  |        |        |
|  | Brazilië         |                  | 22 september     | 75 |               |               |    |  |        |        |
|  | Tsjechië         | 51               |                  |    |               |               |    |  |        |        |
|  | Tsjechië         | 51               | Australië        | 91 |               |               |    |  |        |        |
|  | 20 september     |                  | Australië        | 91 |               |               |    |  |        |        |
|  |                  | Rusland          | 74               |    |               |               |    |  |        |        |
|  | Spanje           | Rusland          | 74               | 56 |               |               |    |  |        |        |
|  | Spanje           | 21 september     |                  | 56 |               |               |    |  |        |        |
|  | Rusland          | 60               |                  |    |               |               |    |  |        |        |
|  | Rusland          | 60               | Rusland          | 75 | Troostfinale  | Troostfinale  |    |  |        |        |
|  | 20 september     |                  | Rusland          | 75 | Troostfinale  | Troostfinale  |    |  |        |        |
|  |                  | Verenigde Staten | 68               |    | 22 september  | 22 september  |    |  |        |        |
|  | Litouwen         | Verenigde Staten | 68               | 56 | 22 september  | 22 september  |    |  |        |        |
|  | Litouwen         |                  |                  |    |               | Brazilië      | 59 |  |        |        |
|  | Verenigde Staten | 90               |                  |    |               | Brazilië      | 59 |  |        |        |
|  | Verenigde Staten | 90               | Verenigde Staten | 99 |               |               |    |  |        |        |
|  |                  |                  | Verenigde Staten | 99 |               |               |    |  |        |        |

### Kwartfinales
| Spanje    | 56-60 | Rusland          |
| Brazilië  | 75-51 | Tsjechië         |
| Australië | 79-66 | Frankrijk        |
| Litouwen  | 56-90 | Verenigde Staten |

### Halve finales
| Brazilië | 76-88 | Australië        |
| Rusland  | 75-68 | Verenigde Staten |

### Finale
| Australië | 91-74 | Rusland |

### Plaatsingswedstrijden
Wedstrijden voor plaatsen 13 t.e.m. 16
| Nigeria    | 77-81 | Taiwan  |
| Zuid-Korea | 75-69 | Senegal |

Wedstrijd om de 15e plaats
| Senegal | 66-64 | Nigeria |

Wedstrijd om de 13e plaats
| Zuid-Korea | 73-52 | Taiwan |

Wedstrijden voor plaatsen 9 t.e.m. 12
| Argentinië | 76-73 | Cuba  |
| Canada     | 65-61 | China |

Wedstrijd om de 11e plaats
| Cuba | 71-68 | China |

Wedstrijd om de 9e plaats
| Argentinië | 74-57 | Canada |

Wedstrijden voor plaatsen 5 t.e.m. 8
| Tsjechië | 78-79 | Frankrijk |
| Spanje   | 71-80 | Litouwen  |

Wedstrijd om de 7e plaats
| Tsjechië | 57-49 | Spanje |

Wedstrijd om de 5e plaats
| Frankrijk | 79-73 | Litouwen |

Wedstrijd om de derde plaats
| Brazilië | 59-99 | Verenigde Staten |

## Individuele prijzen

### MVP (Meest Waardevolle Speler)
- Penny Taylor-Gil